# در آن طرف دریاچه
در آن طرف دریاچه (به هندی: Jheel Ke Us Paar) فیلمی محصول سال ۱۹۷۳ و به کارگردانی باپی سونی است. در این فیلم بازیگرانی همچون درمندرا، ممتاز، یوگتا بالی، پران ایفای نقش کرده‌اند.